# Balmoral

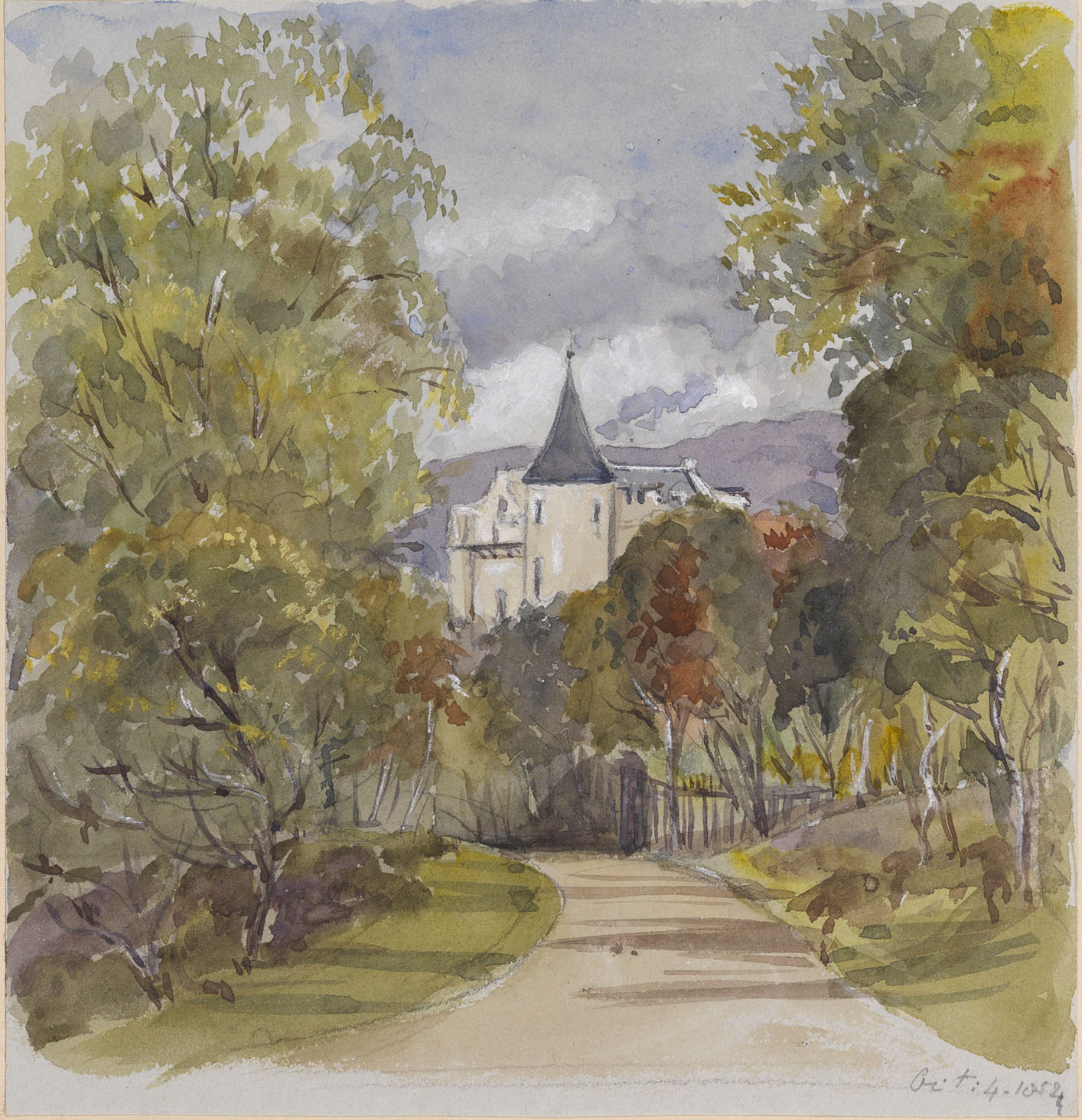
Zamek w fazie budowy, namalowany przez królową Wiktorię w 1854

Balmoral – posiadłość w północno-wschodniej Szkocji, w hrabstwie Aberdeenshire, położona nad rzeką Dee, w dolinie Royal Deeside, około 80 km na zachód od Aberdeen. Zajmuje powierzchnię 20 000 hektarów. Jest jedną z dwóch – obok Sandringham House – rezydencji królewskich należących do dóbr, którymi brytyjscy monarchowie nie dysponują z racji pełnionego urzędu (tzw. Crown Estate), lecz pozostających własnością prywatną rodziny panującej.
Mieści się tam zamek (wzmiankowany po raz pierwszy w 1484) przebudowany i rozbudowany w latach 1853–1856 w stylu Scottish Baronial dla królowej Wiktorii i jej małżonka – księcia Alberta. Zamek charakteryzuje się wieżą na planie kwadratu z okrągłą wieżyczką w jednym z rogów i trzema bartyzanami – w pozostałych.
Balmoral jest ulubioną letnią rezydencją brytyjskiej rodziny królewskiej.
8 września 2022 roku w rezydencji zmarła królowa Elżbieta II.